# Parepisparis virescens
Parepisparis virescens là một loài bướm đêm trong họ Geometridae.